# Parafia św. Mikołaja w Słopanowie
Parafia Świętego Mikołaja w Słopanowie – parafia rzymskokatolicka, znajdująca się w archidiecezji poznańskiej, w dekanacie szamotulskim. 